# الخطوط الجوية الوطنية الرحلة 102
ناشيونال أيرلاينز الرحلة 102 كانت طائرة شحن تابعة لشركة ناشيونال أيرلاينز، تحطمت في 29 أبريل 2013 لحظات بعد إقلاعها من قاعدة بغرام عند توقفها لإعادة ملء الوقود، الطائرة كانت قادمة من قاعدة كامب باسشن البريطانية في أفغانستان ومتجهة نحو مطار آل مكتوم الدولي في دبي، الحادث تسبب في مقتل كل من كان على متنها و عددهم 7 من طاقم الطائرة.

## وصلات خارجية
- "شاهد فيديو تحطم طائرة في طريقها إلى دبي من باغرام." (Archive) سي إن إن. May 2, 2003.